# Leslie Peak
Leslie Peak är en bergstopp i Antarktis. Den ligger i Östantarktis. Australien gör anspråk på området. Toppen på Leslie Peak är 1 420 meter över havet.
Terrängen runt Leslie Peak är lite kuperad, och sluttar norrut. Trakten är obefolkad. Det finns inga samhällen i närheten.